# منتخب إيطاليا تحت 18 سنة لكرة الطائرة للسيدات
منتخب إيطاليا تحت 18 سنة لكرة الطائرة للسيدات (بالإيطالية: Nazionale Under-18 di pallavolo femminile dell'Italia)‏ هو ممثل إيطاليا الرسمي في المنافسات الدولية في كرة طائرة للسيدات تحت 18 سنة .